# مویزس سولنا
مویزس سولنا آرکینیِرا (اسپانیایی: Moisés Solana Arciniega‎؛ زادهٔ ۲۶ دسامبر ۱۹۳۵، درگذشتهٔ ۲۷ ژوئیهٔ ۱۹۶۹) رانندهٔ مسابقات اتومبیل‌رانی اهل مکزیک بود که از فصل ۱۹۶۳ تا ۱۹۶۸ در مجموع در هشت گراند پری از مسابقات جهانی فرمول یک شرکت کرد، اما موفق به کسب هیچ امتیازی نشد.
سولنا در ۲۷ ژوئیهٔ ۱۹۶۹ بر اثر تصادف رانندگی به‌هنگام مسابقهٔ هیل‌کلایمب درگذشت.